# Vernonia amygdalina
Vernonia amygdalina — представник родини айстрові. V. amygdalina зазвичай називають конго бололо в ДР Конго, грава (амхарська), евуро (йоруба), етидот (ефік), онугбу (ігбо), ітюна (тів), оріво (едо), аввонвоно (акан), чусар-докі або шувака (хауса), мулулуза (луганда), лабворі (ачолі), алусіа (луо), ндоле (Камерун) та олубірізі (лусога).

## Опис
Це невеликий чагарник, який росте в тропічній Африці. Виростає 2-5 м заввишки. Листя еліптичні і до 20 см завдовжки, кора шорстка.

## Використання

### Їжа
Листя є основним овочем у супах та рагу з різних культур по всій Екваторіальній Африці. З нього готують страву камерунської кухні «ндоле». Листя промивають для зменшення гіркоти, після чого сушать і використовують для приготування м'ясних страв. У Нігерії листя також використовують замість хмелю для приготування пива.

### Інший
У Нігерії гілочки та палички цієї рослини використовують як жувальну паличку для гігієни зубів, а стебла використовують для мила в Уганді.

## Зоофармакогнозія
У дикій природі шимпанзе їдять листя, коли страждають від паразитарних інфекцій.

## Галерея

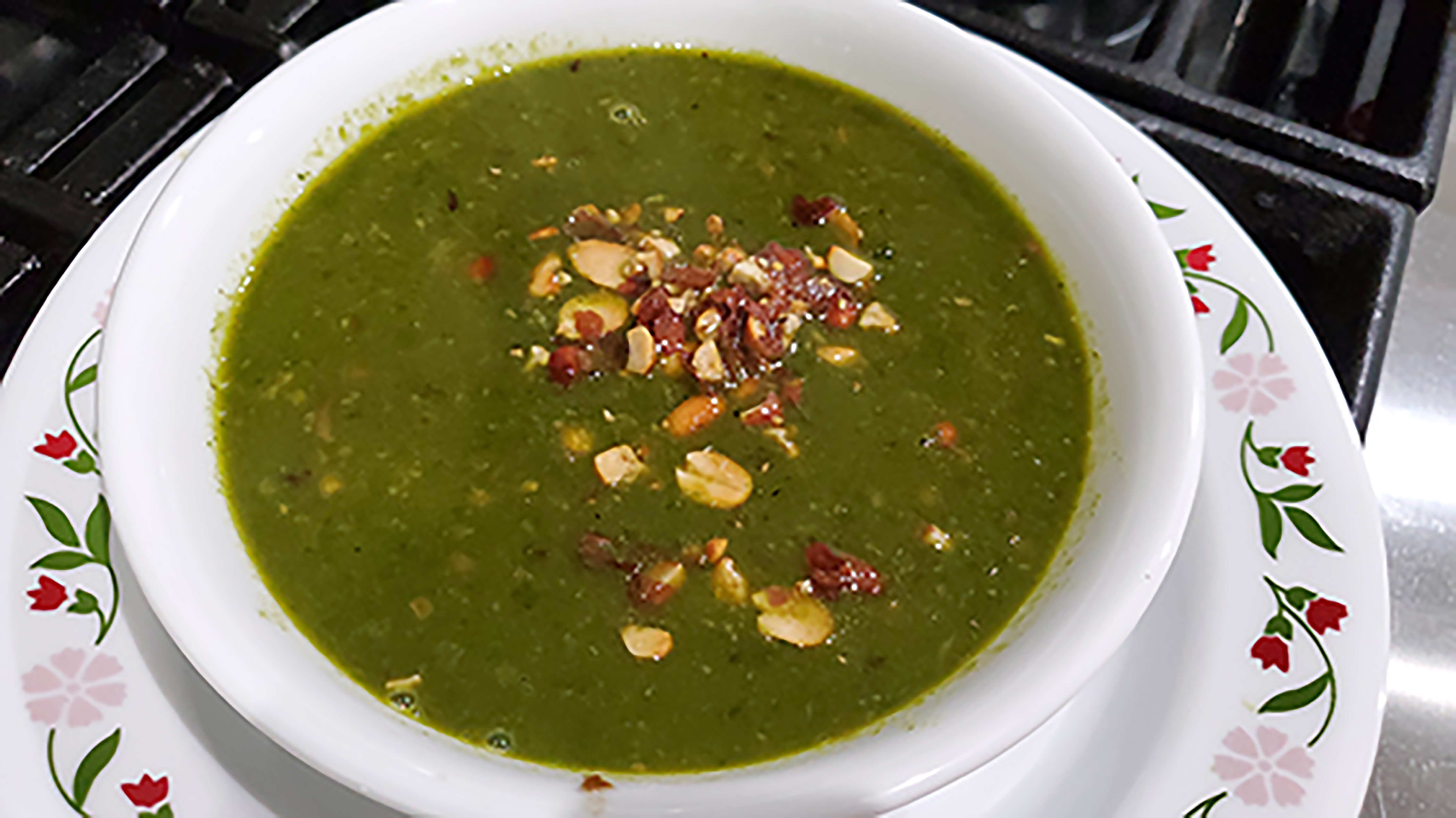
Суп з гіркого листя